# Stephen Buyl
Stephen Buyl (2 september 1992) is een Belgisch voetballer die als flankmiddenvelder speelt. Hij kwam in zijn profcarrière uit voor Cercle Brugge, SV Zulte Waregem, Antwerp FC en KVC Westerlo. Sinds 2024 actief bij VC Nieuwerkerken,  4de provinciale D in Oost-Vlaanderen.

## Carrière

### Jeugd
In 1998 begon Buyl in de jeugdopleiding van Eendracht Aalst, hij werd hier in 2002 weggeplukt door Sporting Lokeren. Hij zou 6 jaar in de jeugdopleiding van Lokeren spelen waarna hij op 15-jarige leeftijd de overstap maakte naar AA Gent. Hij zou er uiteindelijk 3 jaar in de jeugdopleiding spelen maar Buyl slaagde er niet in om door te breken naar de A-kern van Gent. In 2011 maakte hij de overstap naar Cercle Brugge.

### Profloopbaan
Stephen Buyl debuteerde voor Cercle Brugge op 28 februari 2013 in de stadsderby tegen Club Brugge. Hij werd ingebracht na 87 minuten voor Bernt Evens. Club Brugge won de derby met 0-3, na doelpunten van Óscar Duarte, Eiður Guðjohnsen en Vadis Odjidja-Ofoe. Op 9 maart 2013 kreeg hij opnieuw zijn kans tegen RAEC Mons. Hij viel vijftien minuten voor tijd in voor Mushaga Bakenga. Op 16 maart 2013 moest Cercle Brugge op de laatste speeldag van de reguliere competitie naar Beerschot AC. Buyl kreeg zijn eerste basisplaats van trainer Foeke Booy. Hij bedankte met een doelpunt, die hij met zijn mindere linker maakte. Twee minuten later werd hij naar de kant gehaald voor de Nederlander Joey Godee. Op 9 mei 2013 mocht hij invallen in de verloren bekerfinale tegen Racing Genk. Hij mocht de laatste vier minuten van de wedstrijd meedoen als vervanger van Rudy. Op 31 oktober 2013 scoorde hij in de derby tegen Club Brugge. Cercle won met 2-0 na doelpunten van Buyl en Junior Kabananga. In 2018 ging hij spelen voor KVC Westerlo en een jaar later voor KSV Roeselare.
Na zijn profloopbaan ging hij in 2020 nog spelen als amateur bij SC Lokeren-Temse.

## Clubstatistieken
| Seizoen         | Club              | Land            | Competitie         | Competitie | Competitie | Beker | Beker | Europees | Europees | Totaal | Totaal |
| Seizoen         | Club              | Land            | Competitie         | Wed.       | Dlp.       | Wed.  | Dlp.  | Wed.     | Dlp.     | Wed.   | Dlp.   |
| --------------- | ----------------- | --------------- | ------------------ | ---------- | ---------- | ----- | ----- | -------- | -------- | ------ | ------ |
| 2012/13         | Cercle Brugge     | België          | Jupiler Pro League | 5          | 1          | 1     | 0     | —        | —        | 6      | 1      |
| 2013/14         | Cercle Brugge     | België          | Jupiler Pro League | 24         | 4          | 3     | 0     | —        | —        | 27     | 4      |
| 2014/15         | Cercle Brugge     | België          | Jupiler Pro League | 28         | 6          | 5     | 4     | —        | —        | 33     | 10     |
| 2015/16         | Zulte Waregem     | België          | Jupiler Pro League | 22         | 1          | 1     | 1     | —        | —        | 23     | 2      |
| 2016/17         | → Antwerp FC      | België          | Proximus League    | 18         | 2          | 2     | 1     | —        | —        | 20     | 3      |
| 2017/18         | Cercle Brugge     | België          | Proximus League    | 13         | 3          | 2     | 0     | —        | —        | 15     | 3      |
| 2017/18         | KVC Westerlo      | België          | Proximus League    | 10         | 0          | 0     | 0     | —        | —        | 10     | 0      |
| 2018/19         | KVC Westerlo      | België          | Proximus League    | 23         | 1          | 0     | 0     | —        | —        | 23     | 1      |
| 2019/20         | KVC Westerlo      | België          | Proximus League    | 14         | 2          | 2     | 1     | —        | —        | 16     | 3      |
| 2020/21         | KSV Roeselare     | België          | Proximus League    | 0          | 0          | 0     | 0     | —        | —        | 0      | 0      |
| 2020/21         | KSC Lokeren-Temse | België          | 2e Nationale VFV A | 0          | 0          | 0     | 0     | —        | —        | 0      | 0      |
| 2021/22         | TOP Oss           | Eerste divisie  | 0                  | 0          | 0          | 0     | —     | —        | 0        | 0      |        |
| Carrière totaal | Carrière totaal   | Carrière totaal | Carrière totaal    | 157        | 20         | 16    | 7     | 0        | 0        | 173    | 27     |